# دولة قبرص الاتحادية التركية
دولة قبرص الاتحادية التركية (بالتركية: Kıbrıs Türk Federe Devleti) هي دولة في شمال قبرص أُعلنت في 1975 واستمرت حتى 1983، ولم يعترف بها المجتمع الدولي. وقد خلفتها جمهورية شمال قبرص التركية والتي لا تعترف بها إلا جمهورية تركيا.

## السياسات
قدم الأمين العام للأمم المتحدة إلى قبرص يومي 25-26 ديسمبر 1974، وطالب ببدء محادثات ثنائية بين الطائفتين. وبعد إعلان الإدارة القبرصية التركية المؤقتة في 1 أكتوبر 1974. ثم دخلت المرحلة الثانية حيز التنفيذ من طرف واحد في 13 فبراير 1975 بإعلان دولة قبرص الاتحادية التركية من قبل رئيس الإدارة القبرصية التركية المستقلة رؤوف دنكطاش.
وفي سنة 1975 تم إعلان «دولة قبرص الاتحادية التركية» لتكون الخطوة الأولى نحو دولة قبرصية تركية فيدرالية مستقبلية، ولكن لم تعترف بها جمهورية قبرص ولا الأمم المتحدة والمجتمع الدولي. أعرب قرار مجلس الأمن رقم 367 عن أسفه للإعلان، ومع ذلك لم يُنظر إليه على أنه إعلان استقلال من طرف واحد ومحاولة للانفصال. وأعربت القيادة القبرصية التركية برئاسة رؤوف دنكطاش عن أملها في أن يعاملهم القبارصة اليونانيون على قدم المساواة وأن يشرعوا في إعلان دولتهم الفيدرالية. في غضون ذلك مكن الانتقال من «الإدارة» إلى الدولة القبارصة الأتراك من كتابة دستورهم الخاص. وفي انتخابات 1976 حصل حزب الاتحاد الوطني لدنكطاش على 53.7٪ من الأصوات وفاز بالأغلبية في المجلس الوطني. ثم باشر هذا البرلمان مناقشة وكتابة الدستور. اتفقت جميع الأحزاب السياسية على حل فيدرالي للمشكلة مع استمرار ضمان الأمن من قبل تركيا وتركزت النقاشات على أسس أيديولوجية واجتماعية واقتصادية، حيث دعا حزبا المعارضة الحزب الجمهوري التركي وحزب التحرير المجتمعي إلى نظام برلماني وانتقدا مشروع الدستور بسبب الصلاحيات التي أعطيت للرئيس.
بعد ثماني سنوات من المفاوضات الفاشلة بين الطائفتين اليونانية والقبارصة الأتراك، أعلن الشمال استقلاله في 15 نوفمبر 1983 تحت اسم جمهورية شمال قبرص التركية. رفضت الأمم المتحدة إعلان الاستقلال من جانب واحد هذا بموجب قرار مجلس الأمن رقم 541.
للتطورات اللاحقة انظر: جمهورية شمال قبرص التركية.

## اقتصاد
في 1978 بلغت واردات دولة قبرص الاتحادية التركية 2,067,457,000 ليرة تركية، في حين بلغت الصادرات 758,453,000 ليرة تركية. وفي سنة 1980 كانت الواردات 7,086,008,000 ليرة تركية والصادرات 3,345,262,000 ليرة تركية.